# Pippo Barzizza
Giuseppe Barzizza, detto Pippo (Genova, 15 maggio 1902 – Sanremo, 4 aprile 1994), è stato un compositore, arrangiatore e direttore d'orchestra italiano.
Pioniere italiano del jazz e dello swing, concertista di estro e talento, si affermò sia grazie alle sue composizioni originali, sia anche come talent scout e in generale come "modernizzatore" della musica leggera e della canzone italiana. Intrattenne un dualismo artistico con il "rivale" Cinico Angelini, suo amico.
Raggiunse fama e successo negli anni 1930 e 1940, dapprima come direttore della Blue Star Orchestra (da lui stesso fondata) e poi alla testa dell'Orchestra Cetra, che sotto la sua direzione si pose come riferimento del jazz italiano. Compose anche molte canzoni e musiche di commento per numerosi film di successo.

## Biografia

### Gli inizi
Pippo Barzizza nasce a Genova il 15 maggio del 1902 da Luigi e Fortunata Battaglieri. Talento musicale assai precoce, a sei anni viene iscritto all'Istituto musicale Camillo Sivori per studiare il violino. Prepara l'esame di ammissione guidato dallo zio Giovanni Lorenzo Barzizza, amministratore dei beni del marchese Pallavicini e competente musicologo. In tre mesi di studio apprende l'intero programma di solfeggio cantato. A ottobre del 1908 si presenta all'esame, lo supera con facilità e prende la prima di una lunga serie di medaglie d'oro al merito scolastico. Prima ancora di saper leggere, è in grado di trascrivere con esattezza una sinfonia di Mozart.
Frequenta le elementari e le medie, poi il ginnasio e il liceo Cristoforo Colombo; contemporaneamente studia il violino con il prof. Biasoli. Quotidianamente ascolta al fonografo i cilindri di suo padre, appassionato conoscitore dell'opera lirica e in generale della musica classica; inoltre, accompagnato dallo zio Lorenzo, va spesso al Teatro Carlo Felice per assistere a molte rappresentazioni di famose opere liriche, che segue sullo spartito per piano e canto. Anche in questo modo costruisce la sua solida cultura classica e operistica.
Al liceo appare particolarmente dotato per la matematica, tanto che pensa d'iscriversi all'università per laurearsi in ingegneria, spinto in ciò anche dai genitori. Durante lo stesso periodo, sempre incoraggiato dal prof. Biasoli, studia armonia, contrappunto, composizione e strumentazione, guidato dal maestro Renzo Angeleri e, da autodidatta, impara il pianoforte, il primo dei tanti strumenti che apprenderà e poi suonerà in carriera: il violino, il banjo, la fisarmonica e l'intera sezione dei sax. Sempre nello stesso periodo suona come ultimo dei violini al Politeama di Genova e commenta al pianoforte, improvvisando, i film muti proiettati in un cinema vicino a casa.

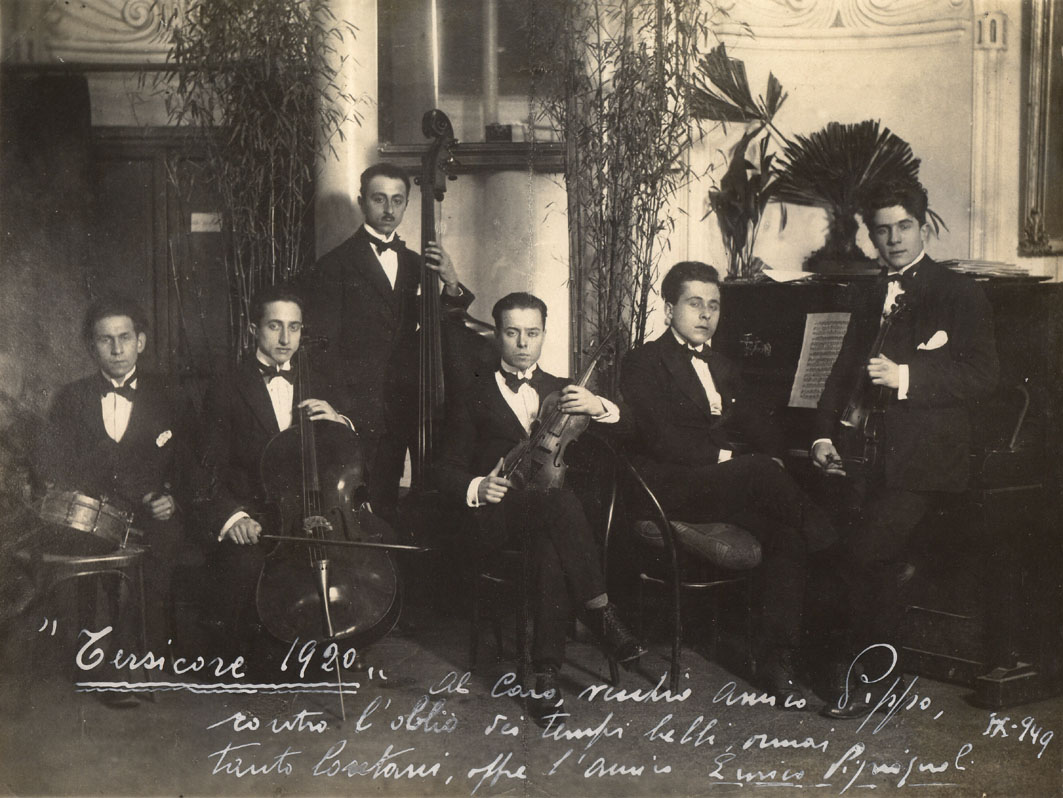
Genova, 1920: Pippo Barzizza (al centro) ritratto con il suo violino.

A diciassette anni interrompe lo studio del violino, dopo aver ascoltato un concerto del giovanissimo Yehudi Menuhin, del quale Pippo nota la tecnica diversa e più efficace rispetto a quella da lui appresa. In realtà è anche spinto dal suo desiderio di fare il direttore d'orchestra e il compositore, scelta assecondata dal prof. Biasoli, col quale era nato un forte rapporto. Tra i diciassette e i vent'anni s'imbarca frequentemente come orchestrale su grandi navi di linea, alternando questa attività a quella svolta in orchestre genovesi. Il primo ingaggio è sul piroscafo di lusso Esperia; essendo ancora minorenne, viene imbarcato per gentile concessione del capitano come passeggero. Gira il Mediterraneo e traversa più volte l'Atlantico. A New York scopre lo swing e il jazz statunitense, di cui trascrive un ampio repertorio discografico, sviluppando l'attitudine di arrangiatore.
Nel 1922 viene notato dal musicista livornese Armando Di Piramo, che lo inserisce nella sua orchestra per sostituire il secondo violino, portandolo all'Olimpia e al De Ferrari di Genova. Barzizza, che già era uno spettatore fedele delle esibizioni della suddetta formazione (alle quali si recava col maestro Angeleri), aveva precedentemente imparato a memoria quasi tutto il repertorio, esercitandovisi a casa. Allorché Di Piramo lo chiama con sé, decide definitivamente di darsi alla musica e di rinunciare all'università.
Nel 1923 presta il servizio militare a Rimini, dove per ordine di un colonnello organizza una piccola banda militare. Congedato, il 12 aprile 1924 si reca a Milano per riprendere la sua attività con l'orchestra Di Piramo, che si esibisce al Cova, un importante locale vicino al Teatro alla Scala. Il maestro gli fa ascoltare (ai fini di successive esecuzioni) alcune incisioni di Paul Whiteman, che colpiscono fortemente Barzizza, convincendolo a dedicarsi sistematicamente alla musica americana e al jazz in particolare.
Le serate al Cova si protraggono per mesi e riscuotono successo, con Barzizza che mostra anche doti di sassofonista. In ciò gli viene in aiuto l'arrivo a Milano dell'orchestra Riviera Five dei fratelli britannici Sid e Harry Phillips: Pippo insegna a Sid i primi rudimenti dell'arrangiamento e lui gli dà lezioni di sassofono, insegnandogli tra le altre cose la tecnica del "pizzicato". Data la vicinanza del locale alla Scala, tra il pubblico siede spesso Giacomo Puccini, che resta incuriosito dalla tecnica in questione, del tutto innovativa nell'Italia del tempo.
Sempre a Milano, Barzizza realizza la sua prima incisione fonografica alla Pathé, negli studi di corso Sempione. Nel 1925 inizia la sua attività di autore, prima con l'Editrice Aromando, poi per qualche anno con le Edizioni Carisch, per approdare finalmente alle Edizioni Curci, dove stabilisce un rapporto di grande e reciproca stima con Alberto Curci. 
Nel 1925, dopo un breve periodo da musicista al Ristorante Carminati, costituisce la sua prima formazione, la Blue Star. Nel tempo trascorso a Milano, dall'aprile del '24 al luglio del '25, Pippo perfeziona inoltre le sue conoscenze tecniche e artistiche, trascrivendo e studiando decine di dischi di jazzisti americani, con una particolare predilezione per Whiteman e il suo arrangiatore dell'epoca, Ferdie Grofé: matura così il proprio talento di arrangiatore e polistrumentista. Già nel 1927 alcuni spartiti arrangiati da Barzizza circolano all'estero, ad esempio in Germania.

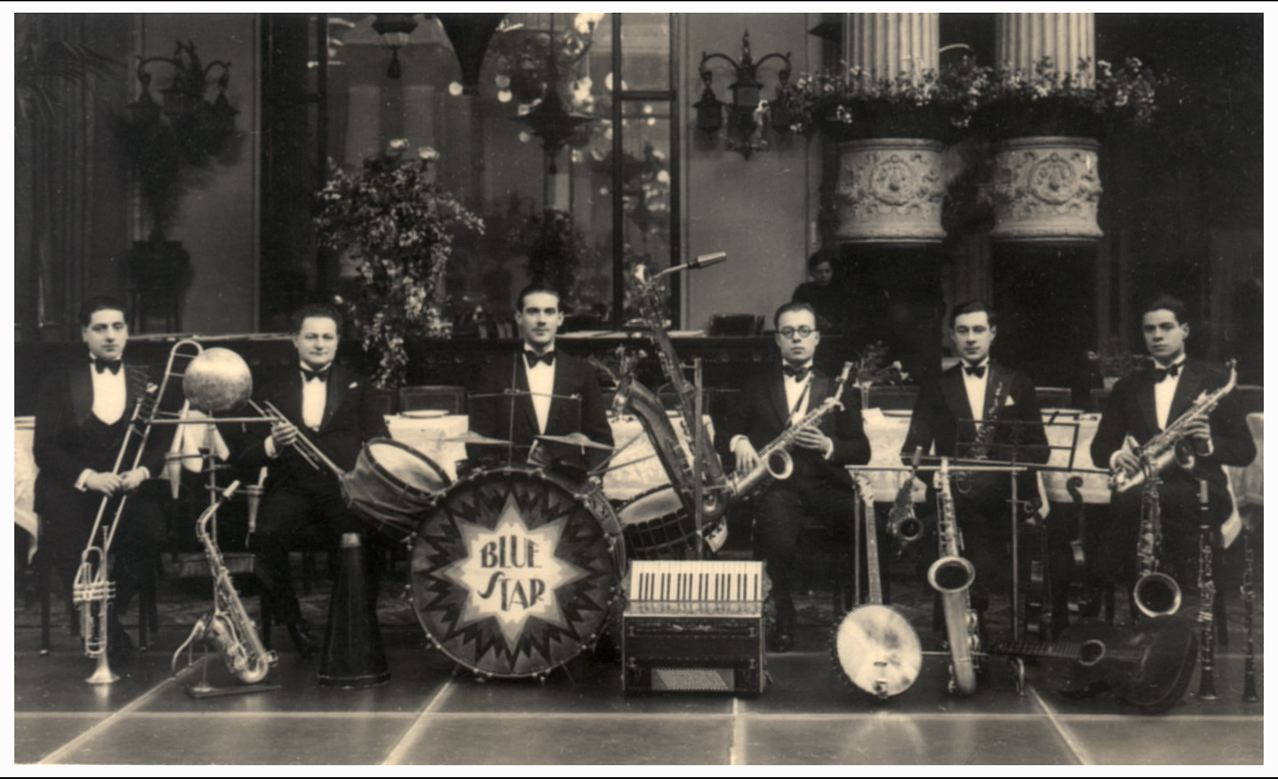
L'Orchestra Blue Star fotografata nel 1925, anno della fondazione. Barzizza è al sassofono.

### Direttore d'orchestra
Nel 1925 Pippo Barzizza riesce a creare la sua prima formazione, che battezza Blue Star. Per la selezione degli elementi dell'orchestra pone come prerequisiti la padronanza di almeno tre strumenti, la capacità di leggere a prima vista qualunque spartito e di suonare a memoria un repertorio assai vasto. Quanto a Barzizza, coi suoi nove strumenti padroneggiati, ne è il naturale frontman: la sua direzione è definita sicura, autorevole, di precisione "quasi matematica".
L'organico arriva presto a sette elementi, che dispongono di trentasei strumenti, mellophone incluso; non di rado il complesso "va in scena" con ben ventisei di essi, ovvero quasi quattro a testa. I membri perlopiù "ruotano": gli unici fissi sono Gianni Miglio e Luigi Balma; tra i turnisti si distingue il trombonista Potito Simone, che già nel 1921 suonava (primo in Italia) il trombone a coulisse.. 

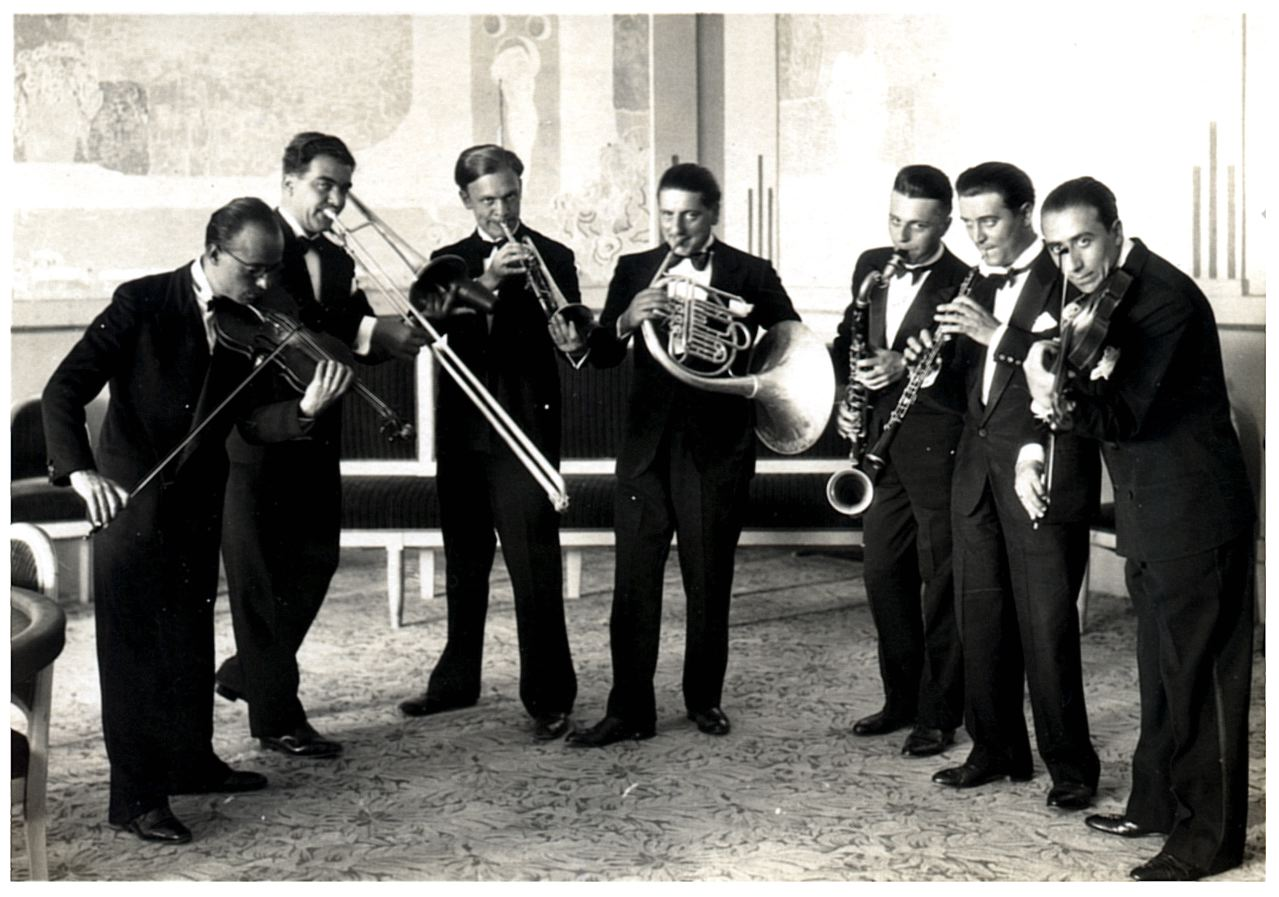
L'Orchestra Blue Star ritratta in una data imprecisata tra il 1928 e il '29. Barzizza, al violino, è a sinistra. L'organico consta di sette elementi.

La Blue Star debutta l'8 luglio 1925 al Sempioncino di Milano; sempre a Milano si esibisce con grande successo al Cova e all'Olimpia. Si afferma rapidamente come una delle più prestigiose orchestre leggere italiane e grazie all'agente Eugenio Pugliatti ottiene importanti scritture in Francia e in Svizzera. Si esibisce al Casinò di Cannes, a quello di Saint Raphael, al "Ciro's" di Parigi e al Palace Hotel di Sankt Moritz, frequentato da facoltosi clienti americani e da altre famose personalità. Accompagnato da Pugliatti, al quale rimarrà legato per tutta la vita da una sincera amicizia, Barzizza arriva fino a Istanbul per una fortunata tournée di molti mesi, che gli frutta anche notevoli guadagni. Grazie ai proventi della sua attività acquista un appartamento per i suoi genitori a Pegli e compra per sé una FIAT 507 Torpedo. Torna anche a suonare a Genova, al Grand'Italia di Piazza De Ferrari, sempre riscuotendo grande successo.
Nel 1928 Barzizza si esibisce a Sanremo per l'inaugurazione del Casinò: in tale occasione conosce Tatina Salesi, che sposerà nel febbraio dell'anno successivo. Il 22 novembre 1929 nasce la figlia primogenita Isa, destinata ad un'importante carriera nel cinema e nel teatro. 

Tatina Salesi Barzizza, moglie di Pippo.

Negli anni successivi Pippo Barzizza ottiene altre buone scritture a Cannes, a Saint Raphael e di nuovo a Parigi, oltre che a Milano (Olimpia, Cova, Birra Italia). Nei primi anni 1930 i contratti all'estero si fanno però più rari, portando la Blue Star allo sciogliment nel 1933. Due anni prima, nel 1931, era iniziata un'intensa attività discografica, che continuerà senza interruzioni fino al 1936, affiancandosi all'arrangiamento e alla composizione: Barzizza lavora per le etichette Fonit, Columbia, La voce del padrone, Odeon, Brunswick e Fonotipia. Nel 1934 l'editore Carisch lo definisce in una locandina il Re del Jazz Italiano; lo spazio dedicato a questo genere dalle case discografiche rimane però piuttosto risicato.
Nel 1936 Barzizza riceve dall'EIAR la proposta di dirigere a Torino l'orchestra Cetra, subentrando a Claude Bampton. Il compenso non è elevato e comprende anche le incisioni per la relativa casa discografica: il maestro tituba, ma viene convinto dal consulto con l'ingegner Glenshow, direttore della Columbia e suo buon amico. Firmato il contratto, Barzizza si trasferisce a Torino con Tatina, Isa e il figlio secondogenito Renzo, nato nel dicembre 1935.

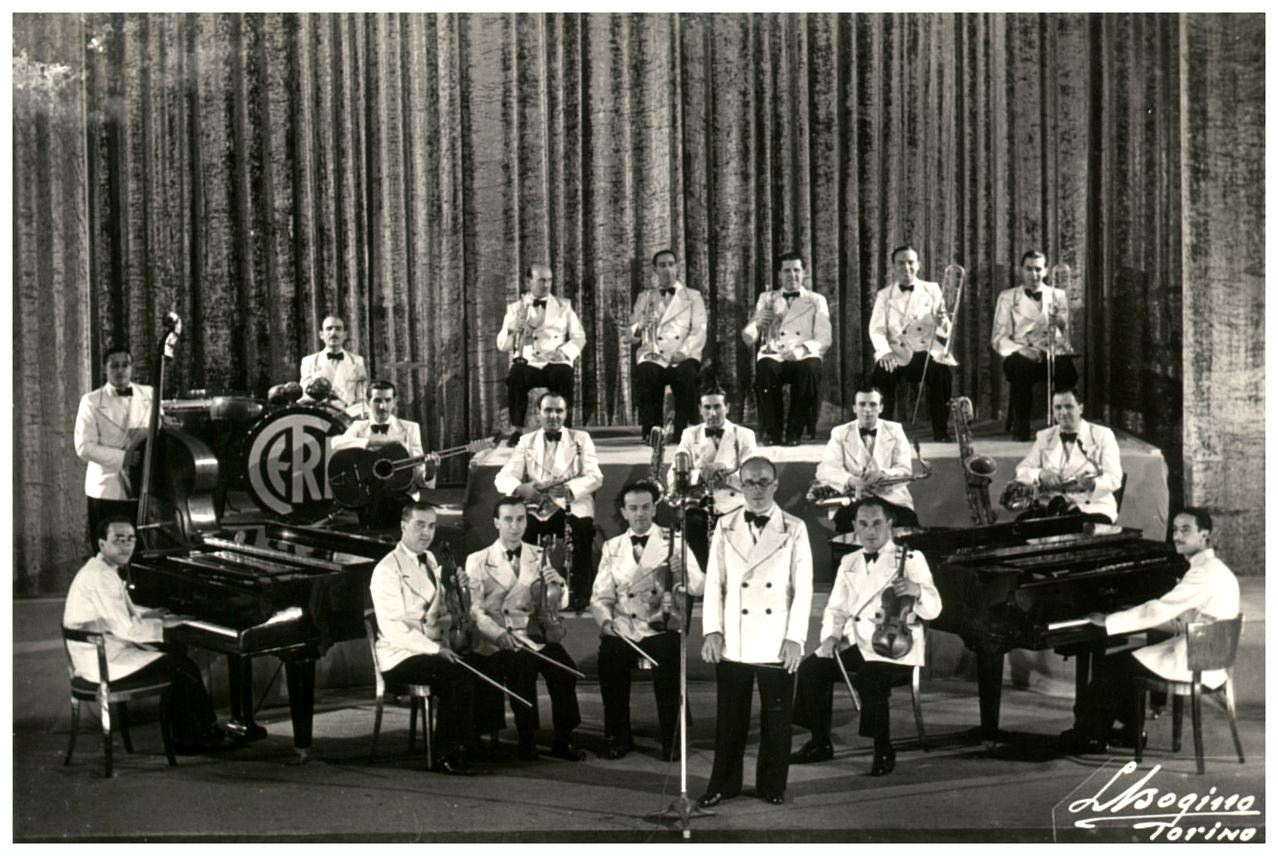
L'Orchestra Cetra a fine anni 1930 in formazione big band con 18 elementi.

L'Orchestra Cetra negli anni 1940

All'età di 34 anni, Barzizza a Torino trova una situazione poco conforme ai suoi auspici, con un'orchestra dallo stile troppo démodé: interviene subito inserendo in organico Gino Filippini al pianoforte e Saverio Seracini alla chitarra. Dai 14 elementi iniziali, la "Cetra" arriva presto a 18, "metabolizzando" il credo jazzistico di Barzizza, che vive così la fase più prospera della sua carriera concertistica.
Si configura in questo frangente il dualismo con l'orchestra di Angelini, che esprime un genere più facile e popolare rispetto alla spigliatezza di Barzizza, che punta a un pubblico più giovane e sofisticato. Gli ascoltatori dell'EIAR si dividono in "barzizziani" e "angeliniani": nasce una forte rivalità meramente artistica, in quanto i due erano legati da una solida amicizia. A Barzizza nel 1936 viene affidata la composizione della sigla di apertura e chiusura dei programmi: nasce così il brano swing Marilena. «L'Orchestra Cetra funziona ...come una macchina ritmo-polifonica oliata ed efficientissima, (...) e la concezione jazzistica, sempre in senso orchestrale, cui si rifà il musicista genovese è principalmente quella di Duke Ellington.».

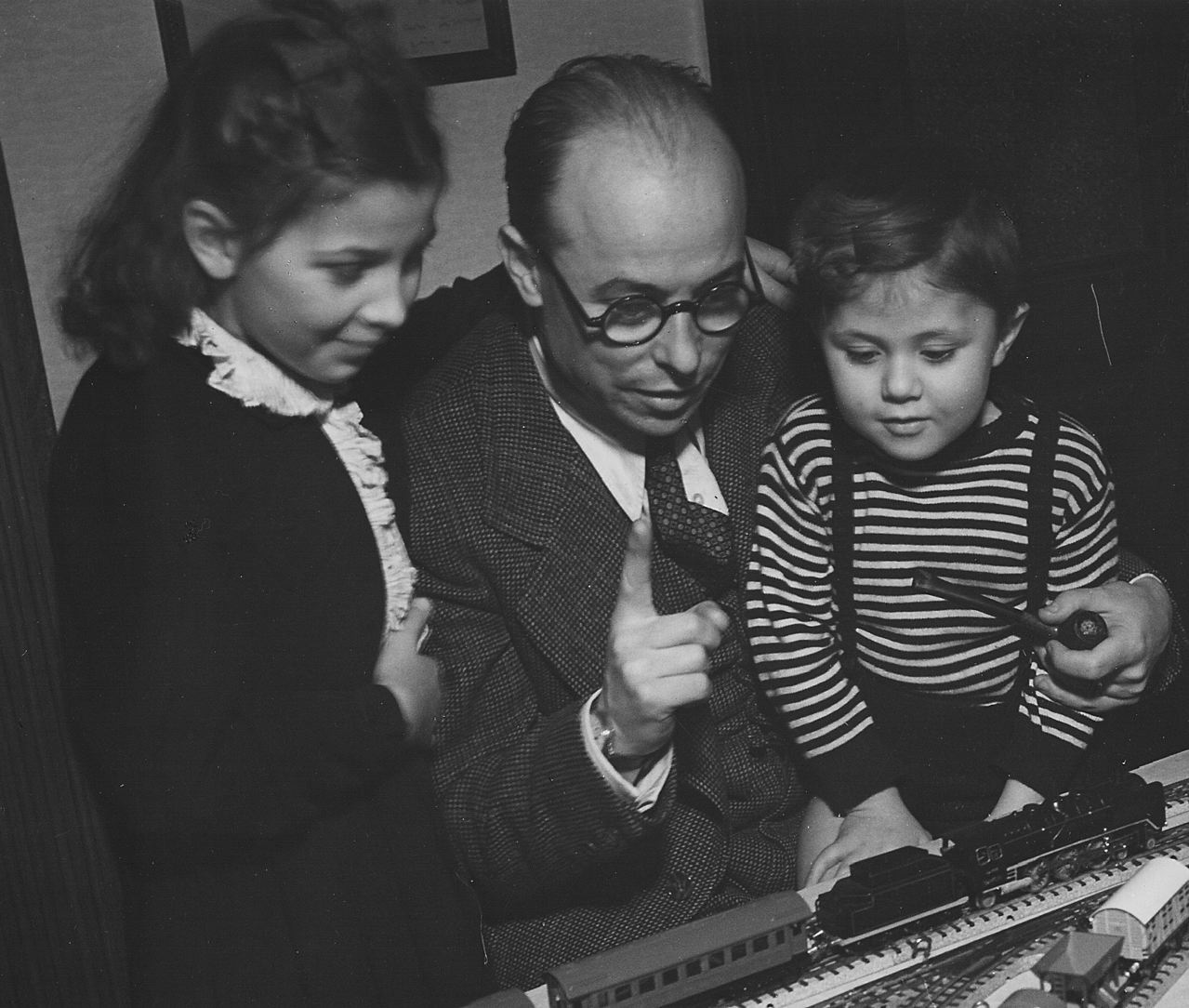
Pippo Barzizza, Isa e Renzo a Torino nel 1939.

Sebbene il regime fascista non vedesse di buon occhio la musica "americana", Barzizza riesce a conservare una certa indipendenza, dovendo solo sottostare alla traduzione in italiano dei titoli originali: così In the mood diventa Con stile, Woodchoppers diventa Al ballo dei taglialegna; lo stesso vale per i nomi dei compositori, grossolanamente italianizzati L'estro compositivo di Barzizza si esprime sia nelle canzoni (quali Domani e Sera), sia in pezzi per sola orchestra come Do sol la si do.

Ernesto Bonino, Michele Montanari, Caterina Lescano, Silvana Fioresi, Giuditta e Sandra Lescano, Pippo Barzizza all'EIAR di Torino nel febbraio 1941

L'8 dicembre del 1942 la sede dell'EIAR di Torino va a fuoco per un bombardamento e riporta danni molto seri. L'orchestra, con tutti i suoi cantanti, viene temporaneamente trasferita a Firenze, dove va in onda regolarmente per quasi un anno. Rientrato a Torino alla fine del 1943, solo con una parte dei suoi orchestrali, Barzizza riprende le trasmissioni nella sede EIAR, ormai presidiata dai tedeschi. Pur se nelle difficoltà belliche, il maestro continua a comporre e a ottenere successi: è il caso de Il Boscaiolo, canzone che verrà adottata come nuova sigla d'orchestra nel secondo dopoguerra in sostituzione di Marilena.
Nel 1946 l'attività riprende a pieno ritmo: ai concerti e varietà radiofonici (sempre per l'EIAR, poi rinominata RAI) alterna tournée in Italia e all'estero. Nel 1947 intraprende la composizione di musiche di commento per i film, dividendosi per lavoro tra Roma (dove si occupa del cinema) e Torino (per la RAI); nel mentre scrive un trattato di strumentazione e arrangiamento, L'Orchestrazione Moderna nella Musica Leggera, noto come il Barzizza, che va in stampa nel 1952. 
Nel 1948 compone il commento musicale del film Fifa e arena, con Totò e la figlia Isa. Tutte le canzoni proposte nel film avranno grande successo: Paquito Lindo stabilisce il nuovo record nella vendita dei dischi 78 giri, Ay Nicolete fa impazzire i fan della RAI. Molti i titoli successivi con Totò: Un turco napoletano, Le sei mogli di Barbablù, Miseria e nobiltà, Totò all'inferno, ecc. E poi film con Macario, Walter Chiari, Marcello Mastroianni e altri attori importanti. Nel 1949 vince il Microfono d'Argento come migliore orchestra italiana. È giusto anche ricordare l'imponente quantità d'incisioni realizzate in quegli anni così brillanti: «L'enorme discografia dell'Orchestra Cetra diretta da Barzizza fra il giugno del 1936 e la fine del 1948 non è stata ancora ricostruita, perché le difficoltà di un'opera del genere sono quasi insormontabili. I bombardamenti della seconda guerra mondiale distrussero in pratica gli archivi delle case discografiche italiane e con le schede andarono perdute le matrici originali». In una sua nota Barzizza parla di circa 3.500 dischi a 78 giri; quindi (circa) 7000 facciate, riferendosi probabilmente anche alla produzione discografica svolta dal 1931 al 1936.
Nel 1951 il trasferimento a Roma, l'Orchestra Cetra viene sciolta e gli viene affidata "L'Orchestra Moderna", con un organico di 50 elementi. I suoi concerti continuano con Rosso e nero, una trasmissione condotta con grande bravura da un giovanissimo Corrado, molto seguita e con punte di ascolto notevoli. Pippo continua con successo la sua attività di compositore di musiche da film. In quegli anni lavora per lui Ennio Morricone, che Pippo apprezza moltissimo come arrangiatore: «È il più bravo - diceva, intuendone le grandi possibilità - Ennio è destinato ad una grande carriera».
Nel 1954 anche "L'Orchestra Moderna" viene sciolta. Pippo ha forti contrasti con la dirigenza dell'epoca e medita di dare le dimissioni. C'è un periodo oscuro in Rai, mentre è fiorente l'attività per il cinema. Nel 1954 Pippo viene mandato a Londra e a Parigi per studiare le nuove tecniche di registrazione e verificare, come diceva lui, lo stato dell'arte. Torna in Italia entusiasta e pieno di nuove idee che tuttavia non avranno un gran seguito. Sempre nel 1954 realizza, con la valida collaborazione di un caro amico, Massimo Porre, un cortometraggio dal titolo La Volpe, di cui è soggettista e sceneggiatore, regista e montatore: lo presenta al Festival dei Film amatoriali di Cannes e vince il terzo premio assoluto e il primo per la migliore sceneggiatura.

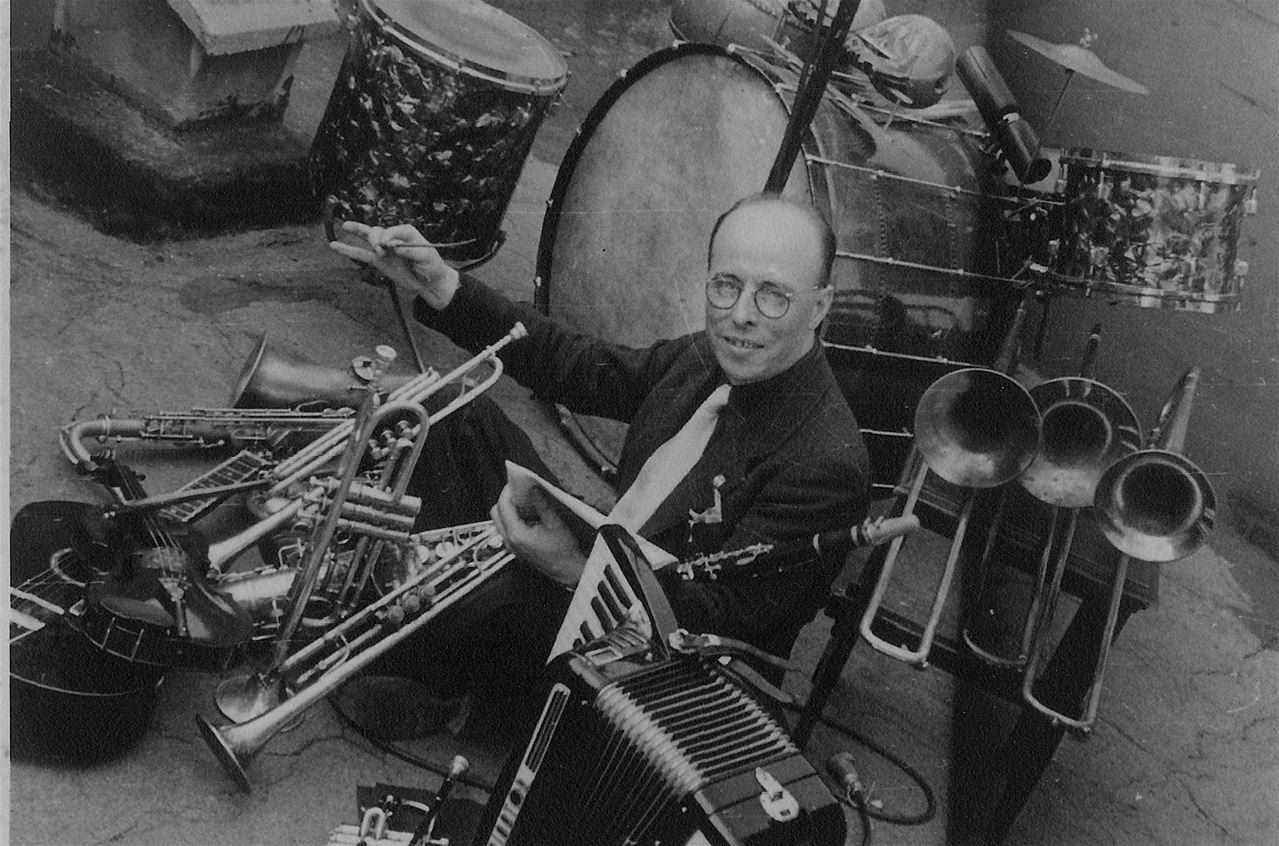
Pippo Barzizza ritratto in mezzo agli strumenti della sua orchestra.

Nel 1955 compone e arrangia quasi interamente le musiche di Valentina, commedia musicale di Marcello Marchesi, autore dei testi e regista della messa in scena. La protagonista è Isa. Le canzoni composte per quella occasione avranno, come lo spettacolo, un buon successo, in particolare Valentina e Sposi nel Sogno. Sempre in quell'anno firma un contratto con la Polydor e registra a Monaco di Baviera alcune delle sue cose più significative; ottiene anche un grosso riconoscimento internazionale: L'Oscar della canzone, come migliore orchestra italiana, consegnata a Nizza nel corso di una bella cerimonia. Le incomprensioni e i contrasti con la dirigenza della Rai di quegli anni gli pesano molto e il 15 marzo del 1955 presenta le sue dimissioni, che tuttavia vengono respinte.
Sempre nel '55 sposta la residenza a Sanremo nella sua amatissima villa, ma il lavoro lo tiene lontano da casa per quasi tutto l'anno, e per tutti gli anni successivi. Nel '56 è a Roma con un organico di 36 elementi; continua l'attività discografica con la Polydor e il suo lavoro di compositore di musiche per i film. Il 28 febbraio del '57 Barzizza, Angelini e altri ottimi musicisti vengono licenziati senza un ragionevole motivo. «Vergogna!» annota Pippo in uno dei suoi brogliacci. Contrariamente alle sue aspettative, il lavoro per la Rai aumenta e nel '58 «… Barzizza visse una stagione d'oro come arrangiatore, producendo la cifra record di 128 lavori.».La sua attività è intensissima e si svolge tra Roma e Milano in funzione dei contratti Rai. Le più recenti ricerche fatte nell'Archivio O.S.N. della Rai di Torino, condotte con grande competenza e passione dal prof. Malvano e dalla squadra di ricercatori da lui coordinata, hanno permesso di ricostruire integralmente l'ultima parte della carriera di Barzizza. Il già citato Rosso e Nero (1954), Parata di fine anno (1954), Le canzoni della fortuna (1956/57), Passerella di primo applauso (1957), Musica in celluloide (1957), Appuntamento a Roma (1957), "Pippo lo sa", con un titolo ispirato a Pippo non lo sa, una notissima canzone di Gorni Kramer (1958), Il giro del mondo in 80 giorni (1959).
Ai primi del 1960 Pippo è a Roma per Gran Gala di cui cura la parte musicale dal mese di febbraio a tutto giugno, restandone molto soddisfatto. Poco prima tuttavia, il 21 dicembre 1959, era mancato il padre Luigi; successivamente, il 3 giugno 1960, muore in un incidente il marito di Isa, Carlo Alberto Chiesa. Provato dal dolore e dalla fatica, Pippo Barzizza è colpito da un infarto, al quale sopravvive.

### A Sanremo: gli ultimi anni

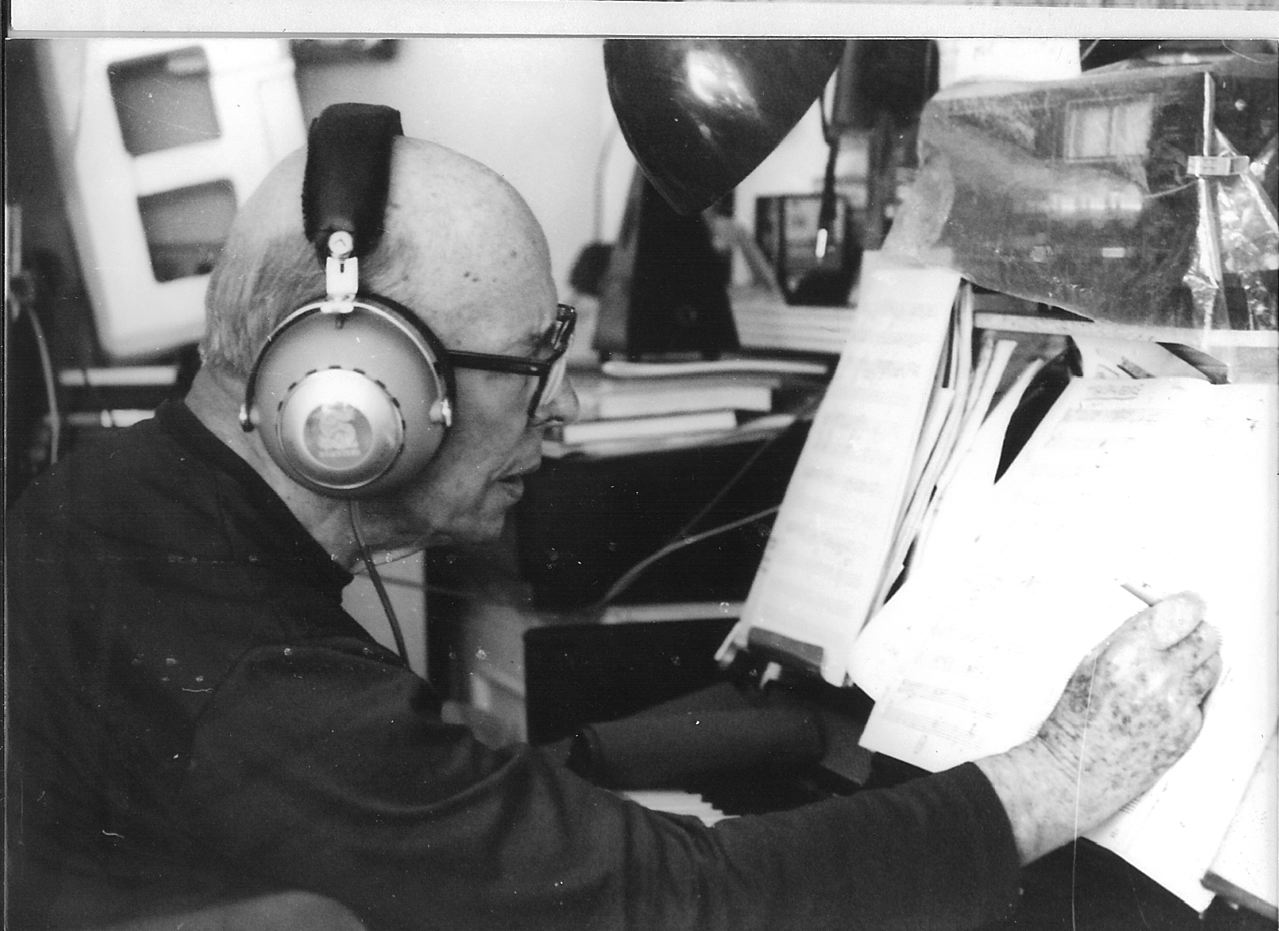
Pippo Barzizza nel suo studio. Sanremo, anni '80.

Per riprendersi, Pippo decide di trasferirsi con la moglie Tatina a Sanremo. Incerto sulla sua ripresa fisica e intristito dalla lontananza dalle orchestre, si distrae leggendo e facendo lavori domestici. Pian piano la sua salute migliora e ricomincia a far musica, dedicandosi all'insegnamento nella sua villa sanremese; attrezza il suo studio con cinque registratori multitraccia, otto tastiere, batteria elettronica e un campionatore.
Nel 1984 ricompare in televisione, partecipando alla trasmissione La notte del jazz, ideata e condotta da Adriano Mazzoletti; nello stesso anno, in occasione dei sessant'anni della Rai, alla presenza di Sandro Pertini e di Nilde Iotti, dirige per l'ultima volta una grande orchestra proponendo Il Boscaiolo e Sera, due tra le sue più famose e amate composizioni, ri-arrangiate proprio per quella occasione. Nel 1987 fa la sua ultima apparizione in televisione, ospite di Giancarlo Magalli nella trasmissione Pronto, è la Rai?, accompagnato dalla figlia Isa.
Pippo Barzizza muore circa un mese prima di compiere 92 anni, il 4 aprile 1994.
In suo onore, il Centro Studi Stan Kenton di Sanremo ha istituito un premio per arrangiatori la cui giuria è stata presieduta da Ennio Morricone. I premiati sono stati ex aequo Enrico Blatti (Roma) e Stefano Zavattoni (Perugia) nel 2002 ed Antonello Capuano (Campobasso) nel 2003. Al premio per arrangiatori si affiancava un trofeo alla carriera, assegnato ad un arrangiatore/compositore "storico"; i premiati dal 2000 al 2004 sono stati Virgilio Savona, Piero Piccioni, Gianni Ferrio, Roberto Pregadio e Riz Ortolani.

## Orchestre
Per la sua prima orchestra Barzizza vuole accanto a sé musicisti in grado di suonare almeno tre strumenti e capaci di leggere a prima vista qualunque spartito. L'esperienza della Blue Star termina nel 1933 per le crescenti difficoltà di ottenere buoni contratti, in particolare all'estero.

### Orchestra Blue Star, sei elementi (1925)

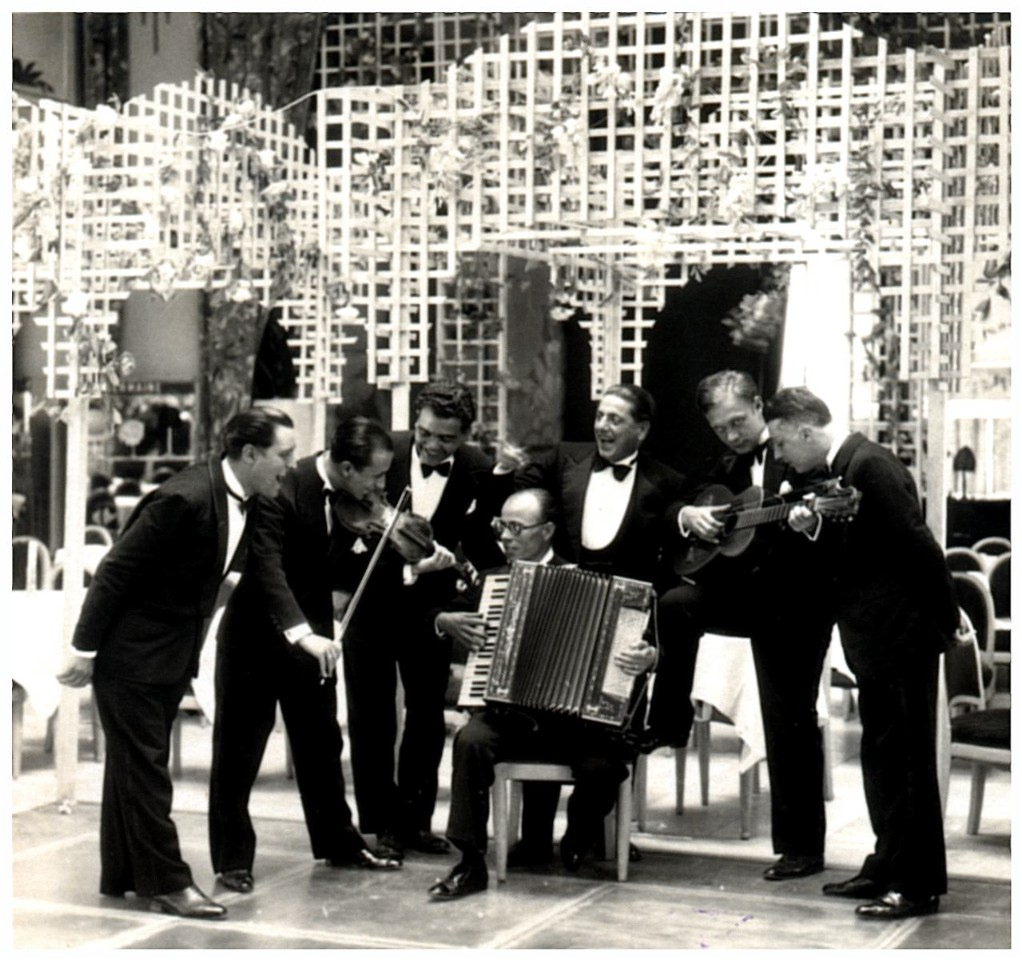
Blue Star, 1927. Barzizza è al centro con la fisarmonica

- Pippo Barzizza - sax tenore, violino, pianoforte, banjo, arrangiamenti
- Giovanni Miglio - tromba, pianoforte, corno francese
- Carlo - tromba
- Mazza – trombone
- Gino Della Santa – violino, clarinetto, sax alto / Giuseppe Cattafesta – sax, clarinetto
- Luigi Balma – basso, batteria, oboe, canto

### Orchestra Blue Star, sette elementi (1928)

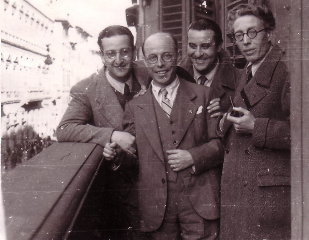
Barzizza con Pizzini, Rabagliati e Petralia. Torino, fine anni '30

- Pippo Barzizza - sax tenore, violino, pianoforte, banjo, arrangiamenti
- Potito Simone – trombone, basso
- Leo Hermann – tromba / Giuseppe Alù - tromba
- Giovanni Miglio - tromba, pianoforte, corno francese
- Raymond - sax alto, clarinetto
- Luigi Balma – basso, batteria, sax, oboe, canto
- Alfredo Spezialetti – violino, sax basso, sax soprano

### Orchestra Cetra
Nel 1936 Barzizza firma il contratto con l'EIAR e prende la guida dell'Orchestra Cetra, ereditata dalla direzione di Claude Bampton. Pippo sostituisce immediatamente alcuni elementi, riforma completamente l'organico e implementa i suoi arrangiamenti. Successivamente potenzierà l'orchestra inserendo, tra gli altri, il trombettista Gaetano Gimelli. All'inizio degli anni quaranta la Cetra è considerata la migliore tra le grandi orchestre italiane in grado di esprimersi in linguaggio jazzistico. L'Orchestra Cetra viene sciolta nel 1951 per scelta editoriale.

#### Orchestra Cetra, sedici/diciotto elementi (1936)

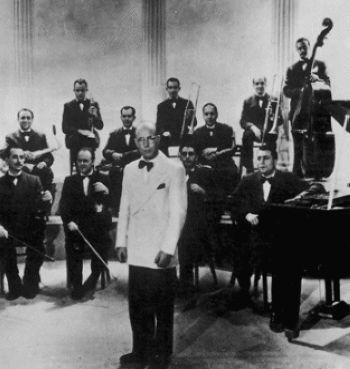
Pippo Barzizza con l'Orchestra Cetra negli studi Eiar di Torino (anni trenta).

- Pippo Barzizza — direttore d'orchestra e arrangiamenti
- Emanuele Giudice, Claudio Pasquali, Michele Garabello – trombe
- Luigi Mojetta, Beppe Mojetta – tromboni
- Sergio Quercioli, Domenico Mancini – clarinetto, sax alto
- Marcello Cianfanelli - sax tenore
- Cesare Estill – clarinetto, sax baritono
- Agostino Valdambrini, Piero Filanci, Felice Abriani, Adriano La Rosa – violini
- Gino Filippini – pianoforte
- Saverio Seracini – chitarra
- Aldo Fanni – contrabbasso
- Francesco Bausi – batteria

#### Orchestra Cetra, ventidue elementi (1940)

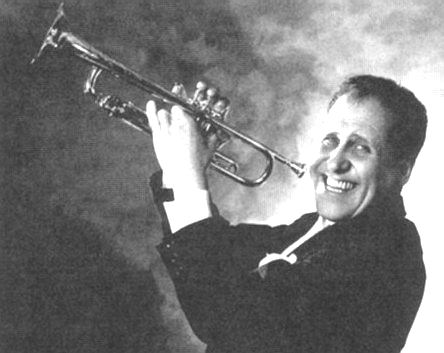
Gaetano Gimelli, Orchestra Cetra

- Pippo Barzizza - direttore d'orchestra e arrangiamenti
- Gaetano Gimelli, Emanuele Giudice, Claudio Pasquali, Michele Garabello – trombe
- Luigi Mojetta, Beppe Mojetta, Clinio Bergamini – tromboni
- Sergio Quercioli, Domenico Mancini – clarinetto, sax alto
- Tullio Tilli, Marcello Cianfanelli, Battista Gimelli - sax tenore
- Cesare Estill – clarinetto, sax baritono
- Agostino Valdambrini, Piero Filanci, Felice Abriani, Adriano La Rosa – violini
- Francesco Ferrari – pianoforte, fisarmonica e arrangiamenti
- Gino Filippini – pianoforte
- Aldo Tonini – chitarra
- Aldo Fanni – contrabbasso
- Francesco Bausi – batteria

#### Altre orchestre (1951 - 1960)
Nel 1951 Barzizza si trasferisce a Roma e gli viene affidata l'Orchestra Moderna, con un organico di oltre cinquanta elementi. Dirigerà questa orchestra fino al 1954 in trasmissioni di grande successo, come Rosso e nero, condotto da un giovanissimo Corrado Mantoni. In seguito Pippo si dedica all'attività discografica, alle musiche della commedia Valentina, con Isa Barzizza protagonista, testi e regia di Marcello Marchesi, e anche al cinema amatoriale, realizzando un cortometraggio dal titolo La volpe, premiato al Festival di Cannes nel 1955. Nel 1956 torna alla testa di un organico di trentasei elementi. Concluderà la sua carriera di direttore d'orchestra e arrangiatore con Gran Gala, rivista radiofonica di cui Pippo Barzizza curava l'intera parte musicale, scegliendo i brani da eseguire, i cantanti e i collaboratori, occupandosi personalmente degli arrangiamenti per un organico di oltre cinquanta elementi.

## Cantanti
Dal 1936 al 1942 si sono affidati a Pippo Barzizza artisti quali Alberto Rabagliati, Silvana Fioresi, il Trio Lescano, Ernesto Bonino, il Quartetto Cetra, Aldo Donà, Norma Bruni, il Trio Aurora, Lidia Martorana, Oscar Carboni, Dea Garbaccio, il quartetto Stars, Carla Boni, Rino Loddo, Tina Allori, Silvana Lalli, i Radio Boys; in molti casi Barzizza si fece consigliare dal maestro Carlo Prato.
Una testimonianza interessante su quel periodo è contenuta nel film Ecco la Radio!, documentario del 1940 sulle attività dell'EIAR. Il figlio Renzo ha poi diffuso via internet altri due filmati tratti dalle numerose riprese in passo ridotto realizzate dal padre sul suo lavoro, ovvero Gli anni più belli e Una vita per la musica.

## Sigle d'orchestra e canzoni
Nel 1936 Barzizza compone e arrangia un pezzo per orchestra sola: lo intitola Marilena, che diventerà la sua sigla d'apertura. Nel 1946 la sigla Marilena viene epurata, come tante altre persone e cose: sparisce e non sarà più programmata. La nuova sigla d'orchestra è tratta da Il boscaiolo, un'allegra canzone country di Pippo Barzizza, che in tempo di guerra, con Rabagliati e le Lescano, ottiene un successo strepitoso. L'arrangiamento per la sigla, pacato e imponente, rappresenta in modo assai felice la continuazione e il consolidamento della sua carriera. 
A proposito delle sue sigle, così scrive Gianni Borgna: «Celeberrime anche le sue sigle. Quella di apertura era La canzone del boscaiolo, di Barzizza e Morbelli. Quella di chiusura la gradevolissima Sera, di Barzizza e Testoni, che ricorda irresistibilmente quella del contemporaneo Benny Goodman.»
E poi le sue tante composizioni:
- Pagina d'album,
- Marilena, (sigla dal 1936 al 1945)
- Il boscaiolo, (sigla dal 1946 al 1951; riproposta poi in molte altre occasioni)
- Il blues della solitudine, (tratto da un pezzo per sola orchestra)
- Domani
- Grigio è il cielo
- Sera, (sigla di chiusura per molti anni)
- La canzone del platano antico
- Ada
- Oggi è nato l'amore, (dal film Adamo ed Eva)
- La canzone dei culisson, (dal film Adamo ed Eva)
- Paquito lindo, (dal film Fifa e arena)
- Ay Nicolete, (dal film Fifa e arena)
- Sei venuta per me, (dal film Fifa e arena)
- Cow boy
- Cielo
- Arrivederci ancora
- Sotto la pergola
- Come un blues
- L'omino dal violino
- Dorina

e più di cento altre canzoni.

## Programmi radiofonici RAI
- Rosso e nero, varietà musicale presentato da un giovanissimo Corrado (1954).
- Parata di fine anno, (1954).
- Le canzoni della fortuna, (1956/57).
- Passerella di primo applauso, (1957).
- Musica in celluloide, (1957).
- Appuntamento a Roma, (1957)
- Pippo lo sa, varietà musicale di Umberto Simonetta, con la compagnia di rivista di Milano e l'orchestra di Pippo Barzizza, presentato da Alberto Lionello e realizzato da Guglielmo Zucconi 19 ottobre 1958.
- Il giro del mondo in 80 giorni, (1959).
- Gran Gala, (1960). A giudizio di Barzizza, «il migliore programma a cui abbia partecipato in tanti anni di attività»[senza fonte] (tratto dagli appunti olografi di Pippo Barzizza. Vedi nota).

## Filmografia
Nel 1947 Barzizza compone il commento musicale del film I due orfanelli con Totò, Campanini e, al suo debutto, la figlia Isa. Inizia così la sua intensa e fortunata attività di compositore di musiche per il cinema che dirige quasi sempre personalmente. Fa due brevi apparizioni come attore nei film I pompieri di Viggiù e in Saluti e baci.
- I due orfanelli, regia di Mario Mattoli (1947)
- Fifa e arena, di Mario Mattoli (1948)
- Adamo ed Eva, di Mario Mattoli (1949)
- I pompieri di Viggiù, di Mario Mattoli (1949)
- L'inafferrabile 12, di Mario Mattoli (1950)
- Figaro qua, Figaro là, di Carlo Ludovico Bragaglia (1950)
- Botta e risposta, di Mario Soldati (1950)
- Il microfono è vostro, di Giuseppe Bennati (1951)
- Milano miliardaria, di Marcello Marchesi e Vittorio Metz (1951)
- Sette ore di guai, di Marcello Marchesi e Vittorio Metz (1951)
- Anema e core, di Mario Mattoli (1951)
- Il mago per forza, Marino Girolami, Marcello Marchesi, Vittorio Metz (1951)
- Era lui... sì! sì!, di Marcello Marchesi e Vittorio Metz (1951)
- Le sei mogli di Barbablù, di Carlo Ludovico Bragaglia (1952)
- Primo premio: Mariarosa, regia di Sergio Grieco (1952)
- Siamo tutti inquilini, di Mario Mattoli (1953)
- Dieci canzoni d'amore da salvare, (1953)
- Gioventù alla sbarra, di Ferruccio Cerio (1953)
- Non è mai troppo tardi, di Filippo Walter Ratti (1953)
- Saluti e baci, di Maurice Labro e Giorgio Simonelli (1953)
- Un turco napoletano, di Mario Mattoli (1953)
- Miseria e nobiltà, di Mario Mattoli (1954)
- Il medico dei pazzi, di Mario Mattoli (1954)
- Totò all'inferno, di Camillo Mastrocinque (1955)
- Il mattatore, di Dino Risi (1960)

## Televisione
Pippo Barzizza ha partecipato dal 1964 al 1970 come autore della musica agli sketch televisivi della rubrica pubblicitaria su Rai1 Carosello, pubblicizzanti i televisori Minerva della Cozzi dell'Aquila.

## Discografia parziale
«L'enorme discografia dell'Orchestra Cetra diretta da Barzizza fra il giugno del 1936 e la fine del 1948 non è stata ancora ricostruita, perché le difficoltà di un'opera del genere sono quasi insormontabili. I bombardamenti della seconda guerra mondiale distrussero in pratica gli archivi delle case discografiche italiane e con le schede andarono perdute le matrici originali». In una sua nota Barzizza parla di circa 3.500 dischi 78 giri; quindi (circa) 7000 facciate, riferendosi probabilmente anche alla produzione discografica svolta saltuariamente dal 1925 al 1930 e molto intensamente dal 1931 al 1936. Matrici e dischi quasi interamente perduti durante i bombardamenti del 1942/45. Riportiamo qui solo i dischi pubblicati a nome di Pippo Barzizza.

### Album
- 1956 - Canzoni di Sanremo (Polydor, LPHM 45 514; pubblicato come Pippo Barzizza e la Sua Orchestra, con le voci di Fiorella Bini, Paolo Sardisco e Adriano Valle)
- 1957 - Ritmo, amore e nostalgia (Polydor, LPHM 45 524; pubblicato come Pippo Barzizza e la Sua Orchestra, con le voci di Fiorella Bini, Paolo Sardisco e Adriano Valle)

### 78 giri
- 1933 - Una notte con le stelle e con te/Non ti voglio più amare (Fonit, 6192; pubblicato come Pippo Barzizza e la sua Orchestra Blue Star)
- 1933 - Strada bianca/Motivo di danza (Fonit, 6206; pubblicato come Pippo Barzizza e la sua Orchestra Blue Star)
- 1934 - Canzone d'amore/Valzer Op.64 n.2 (Fonit, 7104; pubblicato come Pippo Barzizza e la sua Orchestra Blue Star)

## Pubblicazioni
L'Orchestrazione Moderna nella Musica Leggera, tuttora notissimo tra gli addetti ai lavori come il Barzizza. È una sintesi delle sue esperienze di arrangiatore: gli esempi e gli schemi basilari sono riportati con una tale chiarezza che alle volte «...basta dare un'occhiata al prezioso libretto per cancellare ogni dubbio o esitazione!» È il giudizio di Freddy Colt, ottimo musicista e suo sincero estimatore.

## Riconoscimenti
Nel 1949 Barzizza vince il "Microfono d'argento" come direttore dell'Orchestra Cetra, considerata la migliore orchestra italiana in attività; e Pippo considera questo premio come il meritato riconoscimento di tanti anni di appassionato lavoro. Nel 1955 ottiene anche un grosso riconoscimento internazionale: L'"Oscar della canzone", per la migliore orchestra italiana, consegnato a Nizza nel corso di una suggestiva cerimonia. L'orchestra "Moderna" appena premiata, era stata sciolta con poca lungimiranza l'anno precedente.

## Note

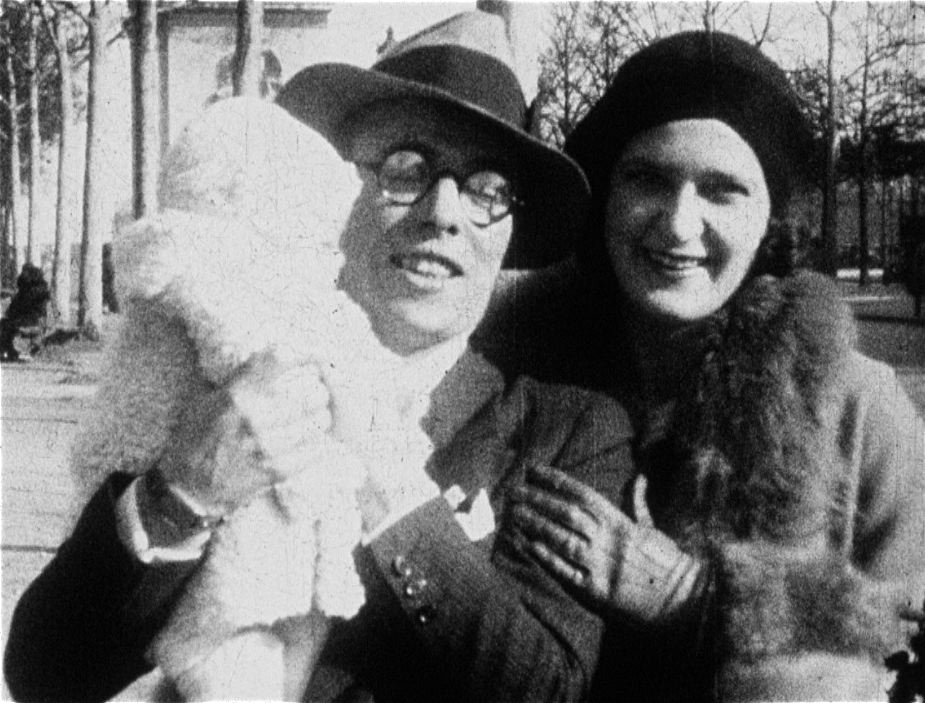
Isa, Pippo e Tatina Barzizza. Parigi, 1929

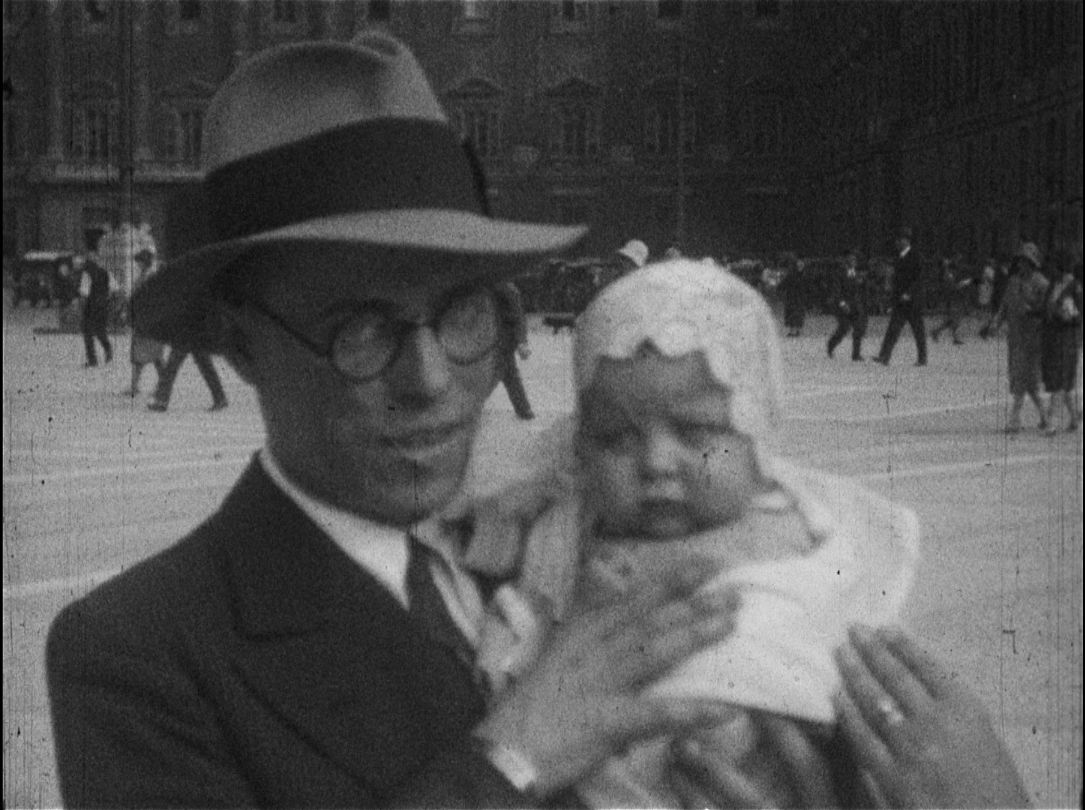
Pippo e Isa. Milano, 1930

## Onorificenze
Pippo Barzizza ironizzava spesso sulla sua posizione di «Commendatore ma anche Cavaliere o Cavaliercommendatore» e sul riconoscimento della sua attività di musicista sia nel Regno d'Italia che nella Repubblica Italiana. Non volle mai usare questi titoli; «È più che sufficiente essere chiamato Maestro” - diceva - e magari questo titolo è davvero meritato».